# Zhang Jun (chodziarz)
Zhang Jun (chiń. 张俊; ur. 20 lipca 1998) – chiński lekkoatleta specjalizujący się w chodzie sportowym.
W 2015 triumfowała na mistrzostwach Azji juniorów młodszych, a dwa miesiące później zdobyła złoto podczas światowego czempionatu kadetów w Cali.
Medalista mistrzostw Chin w różnych kategoriach wiekowych oraz reprezentant kraju na drużynowych mistrzostwach świata w chodzie sportowym.

## Osiągnięcia
| Rok  | Impreza                                | Miejsce   | Konkurencja                 | Lokata      | Wynik    |
| ---- | -------------------------------------- | --------- | --------------------------- | ----------- | -------- |
| 2015 | Mistrzostwa Azji juniorów młodszych    | Doha      | chód na 10 000 m            | 1. miejsce  | 44:00,87 |
| 2015 | Mistrzostwa świata juniorów młodszych  | Cali      | chód na 10 000 m            | 2. miejsce  | 42:33,68 |
| 2016 | Drużynowe mistrzostwa świata w chodzie | Rzym      | chód na 10 km (juniorów)    | 1. miejsce  | 40:23    |
| 2021 | Igrzyska olimpijskie                   | Tokio     | chód na 20 km               | 8. miejsce  | 1:22:16  |
| 2022 | Mistrzostwa świata                     | Eugene    | chód na 20 km               | 24. miejsce | 1:24:35  |
| 2023 | Mistrzostwa świata                     | Budapeszt | chód na 20 km               | 29. miejsce | 1:23:13  |
| 2023 | Igrzyska azjatyckie                    | Hangzhou  | chód na 20 km               | 1. miejsce  | 1:23:00  |
| 2024 | Drużynowe mistrzostwa świata w chodzie | Antalya   | sztafeta mieszana w chodzie | 12. miejsce | 3:03:46  |
| 2024 | Igrzyska olimpijskie                   | Paryż     | chód na 20 km               | 10. miejsce | 1:19:56  |
| 2024 | Igrzyska olimpijskie                   | Paryż     | sztafeta mieszana w chodzie | 15. miejsce | 3:00:43  |

## Rekordy życiowe
- Chód na 10 kilometrów – 38:18 (2020)
- Chód na 20 kilometrów – 1:17:26 (2024)